# Амангкурат I
Амангкурат I (нар. 1619—1677) — 4-й султан (сусухунан) Матараму в 1645—1677 роках. З яванської мови ім'я перекладається як «Той, що керує світом».

## Життєпис
Син султана Агунга та Рату Ветан (доньки Туменгунга Упасанти, намісника Батанга). Народився 1619 року, отримавши ім'я Раден Мас Сайїдін. У 1620-х роках стає офіційним спадкоємцем, отримавши титул ар'япрабу аді Матарам. У 1637 році він був замішаний у скандал, спокусивши дружину придворного Туменґгунга Вірагуни.
1645 році після смерті батька спадкував владу. 1646 року взяв титул й ім'я Кандженг Сусухунан Прабу Амангкурат Агунг (скорочено Амангкурат). Продовжив політику попередника зі зміцнення центральної влади, приборканні місцевих раджей. Спочатку наказав стратити низку місцевих правителів, які були недостатньо шанобливі до нього, зокрема свого тестя Пекіка, пангерана (князя) кадітепана Сурабая, туменгунгів Вірагуна і Данупа.
Спочатку встановив дружні стосунки з Голландською Ост-Індською компанією, з якою раніше воював його батько. У 1646 році він дозволив представникам компанії відкривати торговельні факторії й пости на території султанат. Натомість купцям з Матараму було дозволено торгувати на інших островах, підконтрольних Голландській Ост-Індській компанії. Кожна зі сторін звільняла полонених, захоплених у війні 1628—1629 років. Договір розглядався Амангкуратом I як знак підкорення компанії його владі.
1647 року завершив протистояння з балійською державою Гелгел за царство Бламбанган. Переніс резиденцію з палацу Карта до більшого палацу з червоної цегли в Плереді. Це сталося через повстання рідного брата султана Радена Мас Аліта (відомого як принц Данупойо). Останнього підтримали улеми, проте невдовзі повсталі припинили дії через раптову смерть Аліта. 1648 року Амангкурат зібрав улемів із їх сім'ями (понад 5–6 тис. осіб) на алун-алун (міській площі столиці), де наказав усіх вбити.
У 1651 році Амангкурат I наказав провести перепис населення в Матарамі, щоб полегшити оподаткування. Він також намагався отримати більше податкових надходжень від прибережних районів країни, які мали можливість торгувати безпосередньо з голландцями без того, щоб держава отримувала від торгівлі будь-який прибуток. У 1650 року відновилося протистояння з султанатом Бантен. Амангкурат I доручив Панембахану Рату II, султану Черібона, атакувати Бантен, але похід виявився невдалим. 1652 року султан Матараму заборонив вивезення рису й деревини до Бантену. Невдовзі внаслідок пихи Амангкурата I погіршилися відносини з Гасануддіном, султаном Гови. Сусухунан Матараму відмовив гінцям Гови і попросив самого Гасануддіна прибути на Яву, що було б визнанням зверхності Матараму над Говою. Це було відкинуто.
1652 року надав право Голландській Ост-Індській компанії купували земельні володіння в межах своєї держави. У 1655–1657 роках наказав закрити порти в прибережних містах побоючись надмірного посилення місцевих правителів. 1657 року вдруге спробував підкорити султанат Бантен, проте марно, внаслідок  чого султанат Черібон скинув залежність Матараму. Відносини з Голландською Ост-Індською компанією погіршилися у 1659 році, коли компанія атакувала султанат Палембанг. В цей час було втрачено зверхність над Банджармасіном.
Провів реформу статусів аристократів, розділивши на 5 категорій: густі (принци крові) — сини султана, бендарі (принци), онуки султана (з титулом раден мас) і вища знать; абді-сентана (праонуки султана); бендара сента (онуки онуків султана); група кавула варга, куди входять пара варенг раджа (прапраонуки султана).
У 1660—1661 роках знову за наказом султаном було закрито порти. 1661 року проти нього повстав син Рахмат, оскільки Амангкурат I позбавив його статусу спадкоємця трону (за іншою версією через любов до однієї жінки). Невдовзі повстання було придушено, але рахмат отримав помилування. Втім у 1663 році спробував отруїти сина, втім невдало. Зрештою вони замирилися й Рахмат знову став офіційним спадкоємцем. В цей час звільнився з-під залежності матарамського сусухунану султанат Джамбі на Суматрі.
1672 року відбулося виверження вулкану Мерапі, внаслідок чого загинуло багато людей. Країна також страждала від голоду, сезони дощів стали нерегулярними, а на небі з’явилися комети та затемнення. Все це розглядалося як ознаки втрати султаном права керувати своєю країною.
1674 року спалахнуло селянське повстання проти султана. Зрештою його очолив Трунаджая, раден (принц) з Мадури. Він отримав допомогу від караенга Галесонга, що ще у 1669 році прибув з султанату Гова після поразки султана Гасанудідіна від голландців. На бік повсталих перейшов спадкоємець Рахмат. Посталі зайняли столицю, але невдовзі Трунаджая і Рахмат виступили один проти одного через сперечання за владу. Тоді Рахмат перейшов на бік Амангкурат I. Останній разом з ним втік на північне узбережжя, залишивши молодшого сина пангерана Пугера в центральній Яві. Трунаджая відступив до Кедірі, а Пугера зайняв столицю, де оголосив себе сусухунаном.
Амангкурат I помер 1677 року у лісі Ванаяса, припускають, що був отруєний кокосовою водою сином Рахматом. Похований поблизу Тегала. Рахмат оголосив себе султаном Амангкуратом II.